# Arystobul II (wnuk Heroda Wielkiego)
Arystobul II (ur. ok. 8 p.n.e., zm. przed 80) − przedstawiciel dynastii herodiańskiej.
Był synem Arystobula I i jego żony Bereniki I; bratem Heroda z Chalkis i Heroda Agryppy I. Po śmierci dziadka, Heroda Wielkiego, wychowywał się w Rzymie. Ożenił się na początku lat 30. I wieku. Jego żoną została Jotapa, córka Sampsigeramusa II, króla Emesy. Było to wyjątkowe małżeństwo w dynastii herodiańskiej, gdyż zwykle jej przedstawiciele żenili się ze swoimi krewniaczkami. Przypuszcza się, że Arystobul II po ślubie osiadł w Emesie, zdobywając silną pozycję wśród syryjskiej arystokracji.
Wraz z Helkiaszem Starszym stał na czele żydowskiej delegacji, która przed Petroniuszem, legatem Syrii, apelowała, by nie ustawiać posągu cesarza Kaliguli w świątyni jerozolimskiej.
Data śmierci Arystobula II nie jest znana. O Arystobulu jako zmarłym pisał Józef Flawiusz w Wojnie żydowskiej, powstałej zapewne pod koniec lat 70. I wieku.
Arystobul II i Jotape mieli głuchoniemą córkę Jotapę.